# Phaconeura minyamea
Phaconeura minyamea är en insektsart som beskrevs av Hoch 1990. Phaconeura minyamea ingår i släktet Phaconeura och familjen Meenoplidae. Inga underarter finns listade i Catalogue of Life.